# Georges Valiron
Georges Jean Marie Valiron (Lyon, 7 de setembro de 1884 — Paris, março de 1955) foi um matemático francês.